# 建国神話
建国神話（けんこくしんわ）とは、その国を建国したとされる神、あるいは神の血筋を引くとされる指導者が建国事業を行なったとする創設神話を指す。世界には多くの建国神話があり、現在の支配者が建国神話と関係があるとされる場合、支配の正統性の根拠とされる。ただし、建国神話には、自らが支配者にふさわしいとする誇張や脚色また明らかに事実ではない記載も見られ、史実を反映したものとは限らない。また史実を反映したとされるものであっても、史実そのままとは限らない。

## 概要
アジアの始祖神話は、その始祖がどのように生まれたかによって、いくつかの類型があり、始祖が卵で生まれたという卵生神話、箱舟に乗って漂流してきたという箱舟漂流神話、狼・犬などの動物から生まれたという獣祖神話、雷光・日光などにあたって妊娠して生まれたという感精神話がある。始祖神話を類型化し、それぞれが一定範囲に分布し、その分布が類型によって異なり、類型によって、文化境域が設定できることを指摘したのは、三品彰英であり、卵生神話は、インドネシア、台湾など南方に分布、北限は朝鮮半島にまでおよび、新羅、金官加耶、高句麗にみられる。箱舟漂流神話は黄海、東シナ海、南シナ海縁辺に分布する南方海洋神話である。獣祖神話は、モンゴル、突厥など北アジアに分布し、感精神話はもっとも普遍的で、漢人の始祖神話はほとんどこれに属するが、その場合、雷電・星辰によるものが多く、日光によるものに限れば、満洲・蒙古諸族が分布の中心となる。その中間的なものが、天降りの霊物によるもので、殷始祖契のように玄鳥の卵を飲んで、というものがそれに含まれ、漢人と満洲・蒙古諸族とに等しく分布する。夫余の始祖神話は、卵のような大きさの氣が降ってきた、というものであり、感精神話の中間的な、天降りの霊物による類型に属し、卵があらわれるが、卵生ではない。高句麗は、日光感精神話と卵生神話の両要素をもち、満洲・蒙古的要素と、南方的要素との複合形態といえ、その意味では、夫余とは大きく異なる。

## 日本
日本の建国神話の形成がいつ頃かをうかがい知る記述として、欽明紀（『日本書紀』）に、百済王が新羅を攻めたが逆に討死してしまい、人質として日本にいた百済王子が帰国する際、蘇我臣が、「かつて百済が高句麗によって滅ぼされそうになった時、百済王が日本の建邦の神（建国神）を祀って、難を逃れたが、その後、祀らなくなったから、新羅に滅ぼされそうになっているのだ」と語り、日本の建国神について説明し、再び祀るよう薦める記述があり、少なくとも6世紀中頃には、建国に関する神話が形成されていたことがわかる内容である。

### 百済の建国神話との類型
のちに百済となる地域には沸流と温祚という2人の王子がいたが、元は夫余の王子であり、南の方に国を作れる場所を探しに来る。兄は今のソウルに近い地の海岸に都を築くが、水が塩水ということで、不健康地で失敗する。対して弟はソウル近くの内陸に都を築き、繁栄した。弟を視察に来た兄は、自分には先見の明がなかったとガッカリして死んでしまう。その後、弟王が百済を築くことになる（百済#建国神話も参照）。
兄王は海の原理を表し、弟王は陸の原理を表しており、兄弟王が建国のために旅をし、兄が失敗し、弟が成功し、王朝を築く。

### 加羅の建国神話の降臨地名の類似
『駕洛国記』の記述には、天から降りた加羅建国の始祖・首露王が亀旨（クシムル）峰に降りたとされるが、日本神話内の天孫降臨地の一つである高千穂峰は万葉仮名で「久士布流（クシフル）多気（タケ）」（『日本書紀』第一の一書にも「クシフル」とある）で、降臨地名が類似する。ただし駕洛国記は古事記、日本書紀よりもはるか後世に編纂された歴史書であり、建国神話の原型と見ることはできない。

### 差異
古代朝鮮の国々の建国神話と類型する一方で、朝鮮神話では天上界にあたる他界の記述が少なく、日本の神々がそのままの姿で降臨するのに対し、朝鮮では卵の形で降る場合が多く、「卵生型」と類別される（日本では渡来系氏族の伝承であるアメノヒボコの誕生譚が類型だが、建国神話ではない）。高句麗の建国神話を記した広開土王碑文にも卵から生じたと記している。また、日本の天孫降臨においては随伴する神の存在が細かに記されているが、壇君神話に従者の記述があることを除けば、高句麗・新羅・加羅の神話において、随伴神は登場しない。さらに、記紀では、荒ぶる神を平定するために降臨するが、『三国史記』や『三国遺事』内の新羅や加羅の神話では、村長が集まって、神が降りることを願った末に降臨する。
日本神話が神の側の視点で描かれているのに対し、朝鮮神話では神を迎える民衆側に重点が置かれている。

### 暦からの考察
『日本書紀』では、神武紀から20代安康天皇までが「儀鳳暦」で、雄略紀から41代持統天皇までが「元嘉暦」によって組まれている（小川清彦説）。中国では元嘉暦の方が成立が古く（445 - 509年）、儀鳳暦が後となる（665 - 728年）。中国南朝や百済は元嘉暦を使用し、5世紀の倭が暦法を用いたのであれば、元嘉暦に拠ったとみられる。儀鳳暦が日本に伝わったのは唐の儀鳳年間（7世紀末）と考えられ、新羅使などを介してもたらされたともされる。『日本書紀』では持統天皇4年（690年）に、両暦を併用した記述があり、これが文武天皇即位697年に儀鳳暦一本に置き換わった。これらの研究から神武紀の紀年自体は7世紀末以降に成立したと考えられる。
また神武天皇即位が辛酉の年の春正月庚辰朔とするのは、古代中国思想で辛酉年が大変革（革命）が起きるとされたためで、このため推古天皇9年（601年）の辛酉から1260年さかのぼった紀元前660年と設定されたと考えられる。これが天皇（欠史八代）の在位年数と年齢が異様なまでに長い理由とされ、伝わっていた代数には手は加えられなかったために治世・寿命の方を水増しせざるを得なかったと解釈されている。

## 高句麗
高句麗の国都が鴨緑江の丸都から大同江畔の平壌に移ったのは長寿王代（427年）であるが、広開土王の没後の414年に建立された『広開土王碑』にみられる始祖伝説や、長寿王代の高句麗人が北魏に使した時に、かの地において物語ったところを、そのまま伝えたとみられる『魏書』高句麗伝に記載されている始祖伝説や、後漢の王充が著わした『論衡』や、魏の魚豢が著わした『魏略』に引かれている旧志の始祖伝説とを比較すると、高句麗の始祖神話は元来はツングース系の感精型であったのが、5世紀入って南方系の卵生型に加え、いわゆる複合型に発展していったことが知られる。小獣林王代に中国から仏教を受けいれ、律令を採用し太学を建てて国家組織を整え、広開土王代に国勢が飛躍、領土は南方では漢江流域におよび、長寿王代には百済を打倒して漢江流域を確保し、満洲では遼東を占領した。かくて高句麗はまったく農業国家と化し、この王代に高句麗が南方型の卵生神話を採り入れたのは、卵生神話を奉ずる韓民族（すなわち農耕民族）の地を支配するようになった政治的背景の生じたことに由来する。

## 夫余
『魏志』東夷伝・夫餘に「昔、北方に高離の国というものがあった。その王の侍婢が妊娠した。〔そのため〕王はその侍婢を殺そうとした。〔それに対して〕侍婢は、『卵のような〔大きさの〕霊気がわたしに降りて参りまして、そのために妊娠したのです』といった。そのご子を生んだ。王は、その子を溷（便所）の中に棄てたが、〔溷の下で飼っている〕豚が口でそれに息をふきかけた。〔そこで今度は〕馬小屋に移したところ、馬が息をふきかけ、死なないようにした。王は天の子ではないかと思った。そこでその母に命令して養わせた。東明と名づけた。いつも馬を牧畜させた。東明は弓矢がうまかった。王はその国を奪われるのではないかと恐れ、東明を殺そうとした。東明は南に逃げて施掩水までやってくると、弓で水面をたたいた。〔すると〕魚鼈が浮かんで橋をつくり、東明は渡ることができた。そこで魚鼈はばらばらになり、追手の兵は渡ることができなかった。東明はこうして夫餘の地に都を置き、王となった。」とある。一方、『史記』巻四・周本紀に「周の后稷、名は棄。其の母、有邰氏の女にして、姜原と曰う。姜原、帝嚳の元妃と為る。姜原、野に出で、巨人の跡を見、心に忻然として說び、之を踐まんと欲す。之を踐むや、身動き、孕める者の如し。居ること期にして子を生む。不祥なりと以為い、之を隘巷に棄つ。馬牛過る者皆な辟けて踐まず。徙して之を林中に置く。適會、山林人多し。之を遷して渠中の冰上に棄つ。飛鳥、其の翼を以て之を覆薦す。姜原以て神と為し、遂に收養して長ぜしむ。初め之を棄てんと欲す。因りて名づけて棄と曰う。」という牛馬が避け、鳥が羽で覆って守った、という周始祖后稷の神話が記載してある。内藤湖南は、夫余と后稷の神話が酷似していることを指摘しているが、「此の類似を以て、夫餘其他の民族が、周人の旧説を襲取せりとは解すべからず。時代に前後ありとも、支那の古説が塞外民族の伝説と同一源に出でたりと解せんには如かず」といい、同様の神話が、三国時代の呉の康僧会が訳した『六度集経』にもあることを指摘し、「此種の伝説の播敷も頗る広き者なることを知るべし」とする。

## ベトナム
ベトナム最初の建国神話については、『大越史記全書』外記巻一、鴻厖（こうぼう）記にあり、昔、炎帝神農氏の3世の孫に帝明がおり、帝宜（ていぎ）を産み、のちに南方へ巡幸して五嶺（南嶺山脈）に至り、婺僊（ぶせん、婺女という名の星と僊は仙人の意）の女と接し、涇陽王を産んだ。帝明は聖知聡明な王（次男）をよしとし、位を継がせようとするが、王は固く、その兄にこれを譲り、帝明も仕方ないので、帝宜を立て、後継とし、北方を治めさせ、次男を封じて、南方を治めさせ、「赤鬼国」と号させた（文郎国も参照）。さらに後、王は洞庭君の女である神竜を娶って、貉龍君を産む。この君が帝来の女の嫗女（うじょ）を娶り、百男（俗に百卵という）を産む。これが百越の祖先となった。
この建国神話は、中国周王朝の祖先の物語である古公亶父（たんぽ）が三男で聡明な季歴を愛し、長兄太伯と次兄虞仲は逃げ、南蛮の間に走ったという伝説をもじったものとみられ、そのため、ベトナム人は祖先が北方中国人と兄弟であり、本来、これを継ぐ、正当な人種だが、棄権して南方に移住したもので、同格であるという自負心が、神話から読み取れる。